# Volo EgyptAir 864
Il volo EgyptAir 864 (o anche MS864/MSR864) era un volo dall'Aeroporto di Roma-Fiumicino all'Aeroporto Internazionale di Tokyo, passando per Il Cairo, Mumbai e Bangkok. Il 25 dicembre 1976, il Boeing 707 operante il volo si schiantò contro un complesso industriale a Bangkok. Tutte le 52 persone a bordo persero la vita, più altre 19 a terra.

## L'aereo
L'aereo era un Boeing 707-366C, con numero di serie 20763 e 871, che effettuò il primo volo il 25 agosto 1973. Il Boeing è stato registrato come SU-AXA e consegnato a EgyptAir, entrando in servizio il 20 settembre dello stesso anno. Il velivolo era alimentato da motori turboreattore Pratt & Whitney JT3D-7.

## L'incidente
Il volo 864 era un volo passeggeri internazionale regolare da Roma a Tokyo con scali al Cairo, Bombay e Bangkok Con 9 membri dell'equipaggio e 44 passeggeri a bordo, il volo 864 si avvicinò a Bangkok. Alle 20:30 GMT (03:30 ora locale), l'equipaggio entrò in contatto con il controllore di avvicinamento e riferì la distanza di 33 miglia nautiche (61 km) dal radiofaro dell'aeroporto. In questo momento le condizioni meteorologiche erano segnalate come calme, con nuvolosità da 2/8 a 4/8 al confine inferiore di 300 metri, temperatura dell'aria di 25 °C a il punto di rugiada 24 °C, visibilità di 4.000 metri e un pressione dell'aeroporto di 1007 mB. Dopo aver ricevuto il vettore radar al "BK" non-directional beacon (NDB), i piloti iniziarono l'avvicinamento alla pista 21L. Dopo aver riferito le proprie osservazioni vennero autorizzati dal controllore all'atterraggio. Poi, verso le 03:45, l'aereo si schiantò contro l'edificio di un impianto tessile in una zona industriale della città, situata a 2 chilometri a nord-est della fine della pista 21L. L'aereo esplose all'impatto uccidendo tutte le 52 persone a bordo. Anche la fabbrica fu distrutta, con 19 vittime a terra. Il numero totale fu di 71 persone. A quel tempo l'incidente era stato il peggior disastro aereo avvenuto in Thailandia (ora è il sesto).

## La causa
Si determinò che l'errore del pilota fu la causa dell'incidente. EgyptAir riferì che la torre di controllo di Bangkok aveva fornito delle informazioni meteorologiche inadeguate all'equipaggio del volo 864. I piloti avevano anche ridotto la velocità verticale dell'aereo e non avevano monitorato l'altezza nel modo corretto.